# Campeonato Panamericano de Lucha de 2017
El Campeonato Panamericano de Lucha se celebró en Lauro de Freitas (Brasil) entre el 5 y el 7 de mayo de 2017 bajo la organización de la Federación Internacional de Luchas Asociadas (FILA).

## Medallero
| Núm.  | País                 | Oro | Plata | Bronce | Total |
| ----- | -------------------- | --- | ----- | ------ | ----- |
| 1     | Estados Unidos       | 11  | 0     | 6      | 16    |
| 2     | Cuba                 | 7   | 2     | 4      | 13    |
| 3     | Canadá               | 5   | 2     | 5      | 12    |
| 4     | Ecuador              | 1   | 0     | 4      | 5     |
| 5     | República Dominicana | 0   | 5     | 1      | 6     |
| 6     | Brasil               | 0   | 4     | 3      | 7     |
| 7     | Venezuela            | 0   | 2     | 8      | 10    |
| 8     | Colombia             | 0   | 2     | 4      | 8     |
| 9     | Puerto Rico          | 0   | 2     | 2      | 4     |
| 10    | Perú                 | 0   | 2     | 1      | 3     |
| 11    | México               | 0   | 1     | 4      | 5     |
| 12    | Chile                | 0   | 1     | 1      | 2     |
| 13    | El Salvador          | 0   | 1     | 0      | 1     |
| 14    | Argentina            | 0   | 0     | 2      | 2     |
| TOTAL | TOTAL                | 24  | 24    | 45     | 93    |

## Resultados

### Lucha grecorromana masculina
| Evento | Oro                          | Plata                                       | Bronce                                                      |
| ------ | ---------------------------- | ------------------------------------------- | ----------------------------------------------------------- |
| 59 kg  | Andrés Montaño · Ecuador     | Jansel González · República Dominicana      | José Magallanes · Perú · Dicther Toro · Colombia            |
| 66 kg  | Miguel Martínez · Cuba       | Joílson Júnior · Brasil                     | José Sánchez · Ecuador · Wuileixis Rivas · Venezuela        |
| 71 kg  | Patrick Smith Estados Unidos | Luis Alfredo de León · República Dominicana | Fernando Vicente · México · Francisco Barrio · Argentina    |
| 75 kg  | Yurisandy Hernández · Cuba   | Juan Ángel Escobar · México                 | Ângelo Moreira · Brasil · Luis Avendaño · Venezuela         |
| 80 kg  | Cheney Haight Estados Unidos | Johan Batista · República Dominicana        | Enríque Cuero · Ecuador · Daniel Gómez · México             |
| 85 kg  | Ben Provisor Estados Unidos  | Daniel Gregorich · Cuba                     | Alfonso Leyva · México · Carlos Muñoz · Colombia            |
| 98 kg  | Yasmany Lugo Cabrera · Cuba  | Luillys Pérez · Venezuela                   | G’Angelo Hancock · Estados Unidos · Davi Albino · Brasil    |
| 130 kg | Óscar Pino · Cuba            | Yasmani Acosta · Chile                      | Erwin Caraballo · Venezuela · Robert Smith · Estados Unidos |

### Lucha libre masculina
| Evento | Oro                              | Plata                             | Bronce                                                               |
| ------ | -------------------------------- | --------------------------------- | -------------------------------------------------------------------- |
| 57 kg  | Tyler Graff Estados Unidos       | Aso Palani · Canadá               | Úber Cuero · Colombia · Reineri Ortega · Cuba                        |
| 61 kg  | Davián Quintana · Cuba           | David Moreira · Brasil            | Logan Stieber · Estados Unidos · Tommy García · República Dominicana |
| 65 kg  | Franklin Marén · Cuba            | Franklin Gómez Puerto Rico        | Wilfredo Rodríguez · Venezuela · Dillon Williams · Canadá            |
| 70 kg  | James Green Estados Unidos       | Luis Portillo · El Salvador       | Carlos Romero · Chile · Mauricio Sánchez · Ecuador                   |
| 74 kg  | Kyle Ruschell Estados Unidos     | Néstor Tafur · Colombia           | Pedro Soto · Puerto Rico · Luis Quintana · Cuba                      |
| 86 kg  | Yurieski Torreblanca · Cuba      | Pedro Ceballos · Venezuela        | Jordan Steen · Canadá · Gabriel Dean · Estados Unidos                |
| 97 kg  | Kyle Snyder Estados Unidos       | Luis Pérez · República Dominicana | Nishan Randhawa · Canadá · Andrés Ramos · Cuba                       |
| 125 kg | Dominique Bradley Estados Unidos | Yudenny Alpajón · Cuba            | Luis Olivares · Venezuela · Korey Jarvis · Canadá                    |

### Lucha libre femenina
| Evento | Oro                             | Plata                                 | Bronce                                                       |
| ------ | ------------------------------- | ------------------------------------- | ------------------------------------------------------------ |
| 48 kg  | Victoria Anthony Estados Unidos | Thalía Mallqui · Perú                 | Caroline Soares · Brasil · Patricia Bermúdez · Argentina     |
| 53 kg  | Jessica MacDonald · Canadá      | Carolina Castillo · Colombia          | Luisa Valverde · Ecuador · Laura Peredo · México             |
| 55 kg  | Becka Leathers Estados Unidos   | Brianne Barry · Canadá                | Andribeth Rivera Puerto Rico ----                            |
| 58 kg  | Michelle Fazzari · Canadá       | Yessica Oviedo · República Dominicana | Kayla Miracle · Estados Unidos · Agüis Rivas · Venezuela     |
| 60 kg  | Allison Ragan Estados Unidos    | Nesmarie Rodríguez Puerto Rico        | Laurence Beauregard · Canadá · ----                          |
| 63 kg  | Braxton Stone · Canadá          | Yanet Sovero · Perú                   | Yaquelin Estornell · Cuba · Nathaly Grimán · Venezuela       |
| 69 kg  | Olivia di Bacco · Canadá        | Dailane Reis · Brasil                 | Forrest Molinari · Estados Unidos · María Acosta · Venezuela |
| 75 kg  | Justina Di Stasio · Canadá      | Aline Ferreira · Brasil               | Andrea Olaya · Colombia · ----                               |